# Hassan Whiteside
Hassan Niam Whiteside (* 13. Juni 1989 in Gastonia, North Carolina) ist ein ehemaliger US-amerikanischer Basketballspieler. Whiteside spielte 10 NBA-Saisons in der NBA auf der Position des Centers.

## Karriere
Whiteside spielte ein Jahr für die Marshall University, wo er es auf 13,1 Punkte, 8,9 Rebounds und 5,6 Blocks im Schnitt brachte. Bei der NBA-Draft 2010 wurde er in der zweiten Runde an 33. Stelle von den Sacramento Kings ausgewählt. Er konnte sich jedoch im Kader der Kings nicht durchsetzen und spielte einen Großteil der zwei Jahre im Farmteam der Kings, bei den Reno Bighorns in der G-League. Im Sommer 2012 wurde sein Vertrag bei den Kings aufgelöst, bei denen er es in den zwei Jahren nur auf 19 Einsätze gebracht und dabei 1,5 Punkte und 2,1 Rebounds im Schnitt erzielt hatte. Er spielte daraufhin weiter in der G-League für die Sioux Falls Skyforce und Rio Grande Valley Vipers, mit denen er die G-League-Meisterschaft 2013 gewann.
Danach folgten Engagements in Libanon und China. In China gewann Whiteside mit den Sichuan Blue Whales mehrere Auszeichnungen.
Im Sommer 2014 kehrte er in die USA zurück und unterschrieb zunächst bei den Memphis Grizzlies, die ihn jedoch kurz darauf entließen. Er spielte daraufhin bei den Iowa Energy, ehe er am 24. November 2014 von den Miami Heat verpflichtet wurde.
Bei den Heat etablierte er sich schnell als Stammspieler. Im Januar 2015 erzielte Whiteside, beim Sieg über die Chicago Bulls, sein erstes Triple-Double. Er erreichte 14 Punkte, holte 13 Rebounds und blockte 12 Würfe. Mit 12 Blocks stellte er einen Vereinsrekord auf und überbot damit Alonzo Mourning. Wenige Tage später erzielte er bei der Niederlage gegen die Minnesota Timberwolves Karrierebestwerte von 24 Punkten und 20 Rebounds. Dies war das erste 20/20-Spiel in seiner Karriere. Im Februar 2016 verzeichnete Whiteside sein drittes Punkte-Rebounds-Blocks-Triple-Double der Saison 2015/16 (und das vierte seiner Karriere). Er wurde damit gleichzeitig der erste Spieler der Liga-Geschichte, der zwei solche Triple-Doubles als Bankspieler erreichte.
Aufgrund seiner sehr guten Leistungen, verlängerten die Heat den Vertrag mit Whiteside, im Sommer 2016 um vier Jahre für die Gesamtsumme von 98 Millionen US-Dollar.
Am 6. Juli 2019 wurde Whiteside in einem Vier-Team-Trade zu den Portland Trail Blazers transferiert. Whiteside führte in der Saison 2019/20 die Liga mit 2,9 Blocks pro Spiel an. Im Sommer 2020 unterschrieb Whiteside bei den Sacramento Kings. Bei den Kings kam Whiteside weitestgehend von der Bank und erzielte in 36 Saisonspiele 8,1 Punkte, 6,1 Rebounds und 1,3 Punkte pro Spiel. Nach einem Jahr verließ Whiteside die Kings und unterschrieb für ein Jahr bei den Utah Jazz, wo er als Backup für Rudy Gobert eingeplant war. Obwohl Whiteside nur 18 Minuten pro Spiel spielte, kam er in dieser Zeit mit 8,2 Punkten, 7,6 Rebounds und 1,6 Blocks pro Spiel auf respektable Werte. Er verließ jedoch die Jazz im Sommer 2023 und wechselte nach Puerto Rico zu Piratas de Quebradillas, wo er auch im Februar 2024 seine Profikarriere beendete.

## Karriere-Statistiken

### NBA

#### Reguläre Saison
| Saison  | Team       | GP  | GS  | MPG  | FG % | 3P %  | FT % | RPG  | APG | SPG | BPG | PPG  |
| ------- | ---------- | --- | --- | ---- | ---- | ----- | ---- | ---- | --- | --- | --- | ---- |
| 2010–11 | Sacramento | 1   | 0   | 2.0  | –    | –     | –    | 0.0  | 0.0 | 0.0 | 0.0 | 0.0  |
| 2011–12 | Sacramento | 18  | 0   | 6.1  | .444 | –     | .417 | 2.2  | 0.0 | 0.2 | 0.8 | 1.6  |
| 2014–15 | Miami      | 48  | 32  | 23.8 | .628 | –     | .500 | 10.0 | 0.1 | 0.6 | 2.6 | 11.8 |
| 2015–16 | Miami      | 73  | 43  | 29.1 | .606 | –     | .650 | 11.8 | 0.4 | 0.6 | 3.7 | 14.2 |
| 2016–17 | Miami      | 77  | 77  | 32.6 | .557 | –     | .628 | 14.1 | 0.7 | 0.7 | 2.1 | 17.0 |
| 2017–18 | Miami      | 54  | 54  | 25.3 | .540 | 1.000 | .703 | 11.4 | 1.0 | 0.7 | 1.7 | 14.0 |
| 2018–19 | Miami      | 72  | 53  | 23.3 | .571 | .125  | .449 | 11.3 | 0.8 | 0.6 | 1.9 | 12.3 |
| 2019–20 | Portland   | 67  | 61  | 30.0 | .621 | .571  | .686 | 13.5 | 1.2 | 0.4 | 2.9 | 15.5 |
| 2020–21 | Sacramento | 36  | 4   | 15.2 | .563 | .000  | .519 | 6.0  | 0.6 | 0.3 | 1.3 | 8.1  |
| 2021–22 | Utah       | 65  | 8   | 17.9 | .652 | –     | .623 | 7.6  | 0.4 | 0.3 | 1.6 | 8.2  |
| Gesamt  | Gesamt     | 511 | 332 | 24.7 | .586 | .308  | .605 | 10.8 | 0.6 | 0.5 | 2.2 | 12.6 |

#### Play-offs
| Saison  | Team     | GP | GS | MPG  | FG % | 3P %  | FT % | RPG  | APG | SPG | BPG | PPG  |
| ------- | -------- | -- | -- | ---- | ---- | ----- | ---- | ---- | --- | --- | --- | ---- |
| 2015–16 | Miami    | 10 | 10 | 29.1 | .681 | –     | .591 | 10.9 | 0.3 | 0.8 | 2.8 | 12.0 |
| 2017–18 | Miami    | 5  | 5  | 15.4 | .450 | –     | .615 | 6.0  | 0.2 | 0.0 | 1.2 | 5.2  |
| 2019–20 | Portland | 5  | 3  | 21.2 | .542 | 1.000 | .500 | 7.0  | 0.4 | 0.2 | 2.0 | 6.8  |
| 2021–22 | Utah     | 6  | 0  | 10.8 | .417 | —     | .250 | 5.2  | 0.0 | 0.3 | 1.3 | 1.8  |
| Gesamt  | Gesamt   | 26 | 18 | 20.7 | .592 | 1.000 | .560 | 7.9  | .2  | .4  | 2.0 | 7.3  |